# Рехман (актёр)
Рехман (англ. Rehman, хинди रहमान; 23 июня 1923, Лахор — 5 ноября 1984, Бомбей) — индийский актёр, снимавшийся в фильмах на хинди с конца 40-х по конец 70-х годов XX века. Был неотъемлемой частью команды Гуру Датта и наиболее известен по ролям в его фильмах, в том числе в «Жажде», «Полной луне» и «Господине, госпоже и слуге». Номинировался на Filmfare Award за лучшую мужскую роль второго плана четыре раза.

## Биография
Рехман родился 23 июня 1923 года в Лахоре в семье пуштунского происхождения, эмигрировавшей в Индию в 1905 году. Его младший брат — известный пакистанский кинематографист Массуд-ур-Рехман, отец пакистанского актёра Файзала Рехмана и классического танцора в стиле катхак Фасих-ур-Рехмана.
Рехман окончил Робертсон-колледж в Джабалпуре, после чего в 1942 году вступил в Военно-воздушные силы Индии и обучался пилотированию самолетов в Пуне. В 1944 году он оставил службу и уехал в Бомбей делать карьеру в кино. Его кинокарьера началась с работы на студии Prabhat в качестве третьего помощника режиссёра Вишрама Бедекара в фильме Lakharani. Затем он работал помощником у Д. Д. Кашьяпа в фильме Chand. Когда тому понадобился человек, который мог завязать пуштунский тюрбан, выяснилось, что из всей съемочной группы это может сделать только Рехман, и только на себе самом. Учитывая это, его взяли на эпизодическую роль с парой фраз.
Рехман был среди новичков, которым предложили роли в фильме Hum Ek Hain, рассказывающем о женщине, усыновившей детей разного вероисповедания. Здесь он сыграл приемного сына — мусульманина. В фильме также дебютировали Гуру Датт и Дев Ананд. Затем был фильм Nargis с начинающей актрисой Наргис в главной роли, где Рехман заменил Дева Ананда. Картина стала его первым хитом, продержавшимся в прокате более 25 недель.
Изначально он играл ведущие роли, но по прошествии некоторого времени переключился на характерные роли и оставил свой след в нескольких успешных фильмах: «Полная луна», «Господин, госпожа и слуга» (где он сыграл беспутного заминдара) и «Испытание временем». Два первых были поставлены знаменитым актёром, продюсером и режиссёром Гуру Даттом, который был другом Рехмана со времен, когда они оба начинали карьеру.
Рехман также сыграл ключевые роли в фильмах «Приют весны» (Baharon Ki Manzil, 1968), «Бандит» (Dushman, 1971), «Дар Гомати» (Gomti ke Kinare, 1972). Он четырежды номинировался на Filmfare Award за лучшую мужскую роль второго плана за фильмы «И снова будет утро»,
«Полная луна», «Господин, госпожа и слуга»
и «Сердце снова вспоминает».
В 1977 году он перенёс три инфаркта, затем у него обнаружили рак горла. Рехман умер после продолжительной и тяжелой болезни в возрасте 61 года.

## Частичная фильмография
- 1946 — Chand — пуштун
- 1946 — Hum Ek Hain — Юсуф
- 1957 — Жажда / Pyaasa — мистер Гхош
- 1960 — Мошенник[англ.] / Chhalia — Кевал
- 1961 — Полная луна[англ.] / Chaudhvin Ka Chand — Пьяре Мохан / Наваб Сахиб
- 1963 — Господин, госпожа и слуга[англ.] / Sahib Bibi Aur Ghulam — заминдар Чхоте Саркар
- 1965 — Тадж-Махал[англ.] / Taj Mahal — Шахиншах Джахангир
- 1965 — Испытание временем[англ.] / Waqt — Чиной
- 1966 — Dil Diya Dard Liya — Сатиш
- 1966 — Сердце снова вспоминает[англ.] / Dil Ne Phir Yaad Kiya — Амджад
- 1968 — Приют весны / Baharon Ki Manzil — Субхош Рой
- 1971 — Бандит / Dushmun — судья
- 1972 — Дар Гомати / Gomti Ke Kinare — Гопал Дас
- 1974 — Верный друг[англ.] / Dost — мистер Гупта
- 1974 — Клянусь вами[англ.] / Aap Ki Kasam — отец Суниты
- 1975 — Гроза[англ.] / Aandhi — К. Бос